# Chesley Bonestell
Chesley Knight Bonestell Jr., né le 1er janvier 1888 à San Francisco et mort le 11 juin 1986 à Carmel-by-the-Sea, est un peintre et illustrateur américain. Ses peintures ont eu une influence majeure sur l'illustration de la science-fiction et il a contribué à inspirer le programme spatial américain.
Les illustrations de Bonestell ont été publiées pour illustrer des articles dans plusieurs médias italiens, tels que les magazines Epoca et Sapere, ainsi que dans l'encyclopédie Tout l'Univers.

## Cinéma
- 1939 : Quasimodo (The Hunchback of Notre Dame) de William Dieterle
- 1941 : Citizen Kane d'Orson Welles
- 1950 : Destination... Lune ! (Destination Moon) d'Irving Pichel
- 1953 : La Guerre des mondes (War of the Worlds) de Byron Haskin
- 1955 : La Conquête de l'espace (Conquest of Space) de Byron Haskin

## Télévision
- 1959-1960 : Men into Space (série télévisée)

## Documentaire
- 2018 : Chesley Bonestell : Un pinceau d'avenir (Chesley Bonestell: A Brush with the Future) de Douglass M. Stewart Jr.